# Бабенков
Бабе́нков — хутор в Максимовском сельском поселении Шебекинского района Белгородской области.

## География
Хутор Бабенков расположен на дороге Максимовка—Мешковое в 1 км от Мешкового. В 6 километрах от хутора проходит граница с Украиной, на север идёт асфальтированная дорога в хутор Желобок.
Дорога Максимовка—Мешковое делает в Бабенкове петлю вокруг балки, в которой течёт ручей и расположен пруд.

## Население
| 2002 | 2010 |
| ---- | ---- |
| 100  | ↘95  |